# Inline One-eleven
Der Inline One-Eleven war ein Inline-Skate-Rennen über 111 km, das von 1998 bis 2009 jährlich stattfand. Es war das längste Inline-Rennen der Schweiz und Europas. Jährlich nahmen ca. 1'000 Inline-Skaterinnen und -Skater am Hauptrennen teil. Bis zu 25'000 Zuschauer wurden entlang der Strecke in den Bann gezogen.
Da 2009 nur noch 900 Teilnehmer gezählt wurden, die Sponsoreneinnahmen zurückgingen und die Kosten gestiegen waren, wurde die Serie nach dem 12. Rennen eingestellt.

## Strecke
Start und Ziel befanden sich in St. Gallen (Athletikzentrum). Die Strecke des Hauptrennens verlief quer durch die Ostschweiz: St. Gallen – Gossau – St. Pelagiberg – Muolen – Hefenhofen (Amriswil) – Altnau – Siegershausen – Märstetten (Weinfelden) – retour via Alterswilen – Illighausen – Altnau – Dozwil – Muolen – Lömmenschwil – Wittenbach – zurück nach St. Gallen.
Zusätzlich zum Hauptrennen über 111 km fand ein Rennen über 70 Kilometer ("Easy Seventy"; ohne die Abfahrten im ersten Streckenteil) statt. Weitere Kategorien waren: "Fun ThirtyFive" über 35 Kilometer (Altnau, Wende, Altnau) ohne Zeitmessung und der "Final Twenty" (20 Kilometer, von Muolen nach St. Gallen), der auch für Handbiker und Rollstuhlfahrer ausgeschrieben wurde.

## Sieger
| Jahr | Sieger Männer             | Zeit        | Siegerin Damen            | Zeit        |
| ---- | ------------------------- | ----------- | ------------------------- | ----------- |
| 2009 | Rubén Martinez (ARG)      | 3:10.39,68  | Tamara Llorens (ARG)      | 3:28.02,23  |
| 2008 | Massimiliano Presti -2-   | 3:18:19,19  | Tamara Llorens (ARG)      | 3:39:48,37  |
| 2007 | Massimiliano Presti (ITA) | 3:15:53     | Anne-Claire Mailard -2-   | 3:38:18     |
| 2006 | Marc Christen (SUI)       | 3:16:25     | Anne-Claire Mailard (FRA) | 3:42:00     |
| 2005 | Nicolas Iten (SUI)        | 3:19:05     | Nicole Begg (NZL)         | 3:44:39     |
| 2004 | Richard Deniaud (FRA)     | 3:07:44     | Nadine Benz -2-           | 3:37:53     |
| 2003 | Tristan Loy -3-           | 3:07:26 (R) | Cinzia Ponzetti (ITA)     | 3:45:40     |
| 2002 | Tristan Loy -2-           | 3:34:13     | Céline Weiss (SUI)        | 4:27:56     |
| 2001 | Tristan Loy (FRA)         | 3:07:55     | Nadine Benz (SUI)         | 3:33:54 (R) |
| 2000 | Philippe Boulard -2-      | 3:13:10     | Jacqueline Mathys         | 3:34:38     |
| 1999 | Franck Cardin (FRA)       | 3:08:05     | Caroline Lagree (FRA)     | 3:40:50     |
| 1998 | Philippe Boulard (FRA)    |             |                           |             |

## Verweise
1. ↑  Thurgauer Zeitung: Nach 12 Jahren OneEleven ist Schluss (Seite nicht mehr abrufbar, festgestellt im April 2018. Suche in Webarchiven)  Info: Der Link wurde automatisch als defekt markiert. Bitte prüfe den Link gemäß Anleitung und entferne dann diesen Hinweis.